# Bang Bang Bang (canção de Selena Gomez & the Scene)
"Bang Bang Bang" é uma canção da banda norte-americana Selena Gomez & the Scene, incluída no seu terceiro álbum de estúdio, When the Sun Goes Down. Foi composta por Toby Gad, Priscilla Renea Hamilton, Meleni Smith e produzida pelo primeiro. A música foi lançada exclusivamente na loja virtual iTunes Store em 7 de junho de 2011 como parte da contagem regressiva para o lançamento do disco, servindo como o primeiro single promocional do produto. Descrita por Gomez como a faixa mais pessoal do álbum, a faixa traz letras dirigidas a um ex-namorado, com a protagonista declarando que seu novo namorado é melhor do que ele.
Musicalmente, possui um estilo de produção retrô e influência da música da década de 1980, com new wave e electro-disco como gêneros predominantes. As críticas para a canção foram positivas, com vários especialistas afirmando que é o melhor trabalho da banda até à data. Debutou na nonagésima sexta posição na Billboard Hot 100 e na nonagésima quarta na Canadian Hot 100. A faixa também foi incluída no repertório da We Own the Night Tour, turnê em divulgação de When the Sun Goes Down.

## Antecedentes e composição
| |  |  |
| Houve especulações de que a música foi influenciada pelas antigas relações que Gomez teve com Nick Jonas (esquerda) e com Justin Bieber (direita). |  |  |

A canção foi composta por Toby Gad, Priscilla Renea Hamilton, Meleni Smith e produzida pelo primeiro. Em uma entrevista para a revista Fashion, Gomez chamou a faixa de "sarcástica" e de a mais pessoal do álbum. A canção é voltada para um ex-namorado, e a artista diz a ele que ela está com um novo e que este é melhor do que ele.

A mídia especulou de que a música foi baseada na relação antiga de Gomez com Nick Jonas, da banda Jonas Brothers, e com o cantor pop canadense Justin Bieber. Em entrevista à Billboard, ao descrever o álbum faixa-a-faixa, Gomez disse: "A canção é realmente divertida, atrevida. É uma espécie de música de insulto/elogio sobre alguém que costumava ser incrível em sua vida e agora outro alguém que está em sua vida sendo incrível. É uma música doce e eu sinto que várias meninas vão especialmente se identificar com ela."
"Bang Bang Bang" é uma canção de electro-disco e new wave, exibindo um estilo retrô de synthpop com produção de teclados e com sintetizadores que lembram a canção "Bulletproof" (2009), da banda La Roux. A faixa também mostra influências do synthpop da década de 1980, do new wave e bitpop. A obra é um marco de som maduro para a banda, com Gomez usando inflexões vocais "sensuais" e letras mais adultas. Jenna Hally Rubenstein da  MTV Buzzworthy disse que "Toby Gad produziu uma canção que tem uma vibração legal dos anos 80, enquanto ainda captura esse mesmo som jovem e fresco que Selena canta." Gomez oferece a letra da canção em um monótono tom que transmite confiança. Um detalhe da letra da música é que a protagonista se gaba por conseguir superar um relacionamento antigo e estar agora em um novo e melhor. Bill Lamb, do portal About.com, descreve a canção com as palavras "demitir um ex-namorado em favor de quem tem mais arrogância."

## Recepção da crítica
| Críticas profissionais | Críticas profissionais |
| Avaliações da crítica  | Avaliações da crítica  |
| Fonte                  | Avaliação              |
| ---------------------- | ---------------------- |
| About.com              | (positiva)             |
| PopCrush               | 3 de 5 estrelas.       |
| New York Post          | (positiva)             |

Bill Lamb, do portal About.com, disse que a canção soa como um dos singles mais bem elaborados por Selena Gomez e a banda "the Scene". O especialista comentou ainda que a "qualidade consistente é a chave para o sucesso de Selena Gomez como cantora e que a canção pode ser seu quinto top 40 hit pop consecutivo".
Jared Wieselman, do The New York Post, chamou a faixa de "a música do verão", elogiando a sua "sensacional vibe synth, letra adorável, além do gancho viciante". Wiselman também disse: "guarde minhas palavras, isso vai se tornar um hino de verão e uma das faixas mais mixadas do ano". Tim Sendra, do Allmusic, observou a canção como um dos destaques do álbum e elogiou a faixa dançante que Gomez executa.
O PopCrush avaliou a canção com três de cinco estrelas possíveis, fazendo menção de que para o público que não é fã de Selena Gomez, a batida de 'Bang Bang Bang' pode parecer um pouco monótona, assim como o tom de voz da cantora enquanto ela interpreta a letra da música. Além disso, para uma menina com um quarteto, a música parece um bocado desinteressante. Ainda assim, conclui o site, "'Bang Bang Bang' é uma canção divertida, atrevida, e que certamente irá agradar a todos os fãs do pop teen lá fora."

## Faixas e formatos
A versão digital de "Bang Bang Bang", lançada como single promocional na iTunes Store, contém apenas uma faixa com duração de três minutos e quatorze segundos.
| Download digital |                  |                                                   |         |  |
| N.º              | Título           | Compositor(es)                                    | Duração |  |
| 1.               | "Bang Bang Bang" | Tobias "Toby" Gad, Priscilla Renea, Meleni Meleni | 3:14    |  |

## Créditos
Créditos adaptados do encarte do álbum When the Sun Goes Down.
- Selena Gomez – vocalista principal;
  - Priscilla Renea, Meleni Meleni - vocais de apoio
- Toby Gad, Priscilla Renea, Meleni Meleni - composição;
- Toby Gad - produção, mixagem, instrumentos

## Desempenho nas tabelas musicais
"Bang Bang Bang" estreou na posição nonagésima quarta da Billboard Hot 100 e na nonagésima sexta posição da Canadian Hot 100, permanecendo apenas uma semana nas ambas tabelas musicais.

### Posições
| País - Tabela musical (2011)       | Melhor posição |
| ---------------------------------- | -------------- |
| Canadá - Canadian Hot 100          | 96             |
| Estados Unidos - Billboard Hot 100 | 94             |